# Unió Parroquial d'Ordino
La Unió Parroquial d'Ordino (UPd'O) fou un partit polític andorrà d'àmbit parroquial radicat a Ordino.
El partit va ser creat l'any 1997 per a presentar-se a les eleccions al Consell General d'Andorra de 1997. El partit no va participar en les llistes nacionals, però mitjançant un acord amb la Unió Liberal es van presentar a les llistes parroquials per la circumscripció d'Ordino. El partit va guanyar els dos escons que li corresponien a Ordino al Consell General, sent elegits consellers generals en Simó Duró Coma i en Josep Àngel Mortés Pons.
Des d'aquell any, el partit no s'ha tornat a presentar a cap elecció.